# Махариши Махеш Йоги
 Махари́ши Махе́ш Йо́ги(санскрит на санскрит: महर्षि महेश योगी, по-известен като Махари́ши; (12 януари 1914, Индия – 5 февруари 2008 г., Флодроп, Нидерландия) е основател на трансценденталната медитация и на програмата ТМ-Сидхи.
Махариши означава Велик Риши, Маха – велик, Риши – пророк. Риши вижда истината, Махариши оживява истината в живота на всеки.

## Биография
Махариши през 1957 г. представя трансциденталната медитация (ТМ) в края на „Фестивала на духовните водачи“. Първоначално Махариши Махеш Йоги разпространява ТМ чрез организация наречена „Движение за духовно възраждане“ (на английски: „Spiritual Regeneration Movement“). През 1960-те години голям принос за разпространението на ТМ в САЩ има хипи движението. В началото на 1970-те години Махариши обявява „Световен план“ за разпространение на ТМ. Световния план предполага създаване на един учебен център по ТМ на всеки милион от населението на нашата планета. Създадени са множество центрове, но не всички продължават съществуването си до XXI век. В Русия масово увлечение по медитацията, в частност към трансценденталната медитация е отбелязано в края на 1980-те години и началото на 1990-те. В началото на XXI век в света наброяват около пет милиона души, официално изучаващи техниката на ТМ в учебни центрове.
В ранните си години Махариши изучава физика и химия в университета на Аллахабад. Освен от наука той се интересувал от духовни учители и научавайки, че Брахаманда Сарасвати се намира в Аллахабад, отива в дома, където се е установил Гуру Дев Брахаманда Сарасвати. Посщавайки го няколко пъти, Махариши решава да стане негов последовател. Гуру Дев се съгласява при едно условие – Махариши да завърши образованието си. Махариши завършва университета, след което учи и работи 20 години с Гуру Дев Брахаманда Сарасвати. За тези години той става най-близкия ученик на Гуру Дев приемайки знанията от неговото учение. През 1953 г. Махариши се уединява в пещера в „Долината на светите“ в Утаркаши, Хималаите с намерение да уединение и спокойно самовглъбяване. Престоявайки две години там, той отново се завръща в света. Заминава в южния индийски щат Керала където по покана прочита седмичен лекционен курс. Интересът до седмия ден към неговите лекции се засилва извънредно. Така по покани в различни градове той изнася лекции по ТМ в целия щат. В резултат на лекциите излиза първата му книга „Светлината на Хималаите“. В книгата се дава кратко описание как чрез Трансцендентална Медитация Махариши е възродил истинския смисъл на Ведическите свещени текстове. Напускайки Керала обикаля две години цяла Индия запознавайки хората с ТМ. Техниката на ТМ получава бързо разпространение и признание и през 1958 г. се организира световно движение за духовно възраждане. През 1958 г. Махариши посещава Сингапур и Хаваите, а в началото на 1959 г. се озовава в Калифорния, където организира постоянно действащ център на движението. После се отправя в Ню Йорк, а от там в Европа. Поради огромния интерес към техниката на ТМ Махариши решава да организира подготовка на учители по ТМ.
Основава Ведически Университи и университети по Аюрведа по целия свят.
Според Махариши Веда и ведическата литература са напълно отразени във физиологията на човека.